# Gabriel Lambert (roman)
 (juillet 2023).
Si vous disposez d'ouvrages ou d'articles de référence ou si vous connaissez des sites web de qualité traitant du thème abordé ici, merci de compléter l'article en donnant les références utiles à sa vérifiabilité et en les liant à la section « Notes et références ».
Gabriel Lambert (aussi connu sous le nom Le Bagnard de l'Opéra) est un roman d'Alexandre Dumas père. Publié en feuilleton dans le journal La Chronique, il met en scène un jeune homme pauvre qui devient faux-monnayeur pour s’intégrer au Tout Paris, avant d’être démasqué, condamné à mort, puis gracié et envoyé au bagne, où il se suicide. Le roman évoque les thèmes de l'ascension sociale, l'identité et la peine de mort.
Peu connu, il a souffert du voisinage de deux chefs-d’œuvre de Dumas, Les Trois Mousquetaires et Le Comte de Monte-Cristo, publiés la même année.

## Résumé
Le récit, écrit à la première personne, débute en 1835 à Toulon, où le narrateur séjourne. Il rencontre un bagnard qu'il croit reconnaître pour l'avoir rencontré à Paris des années auparavant. Celui-ci confirme cette impression en révélant son nom : le vicomte Henry de Faverne. Un retour en arrière apprend au lecteur que le narrateur l'avait rencontré lors d'un duel où il secondait un de ses amis.
Retournant au présent, le narrateur se rend chez le docteur Fabien, qui a soigné Faverne après ce duel ; celui-ci lui remet son cahier personnel, où il a relaté sa rencontre avec cet étrange patient. À partir de là, le narrateur copie le cahier.
On apprend donc que Henry de Faverne s'appelle en réalité Gabriel Lambert, qu'il est né dans une famille rurale modeste, où, enfant brimé, il ne trouve de réconfort qu'avec Marie Granger, la fille du maître d'école. Il développe un talent surprenant pour l'imitation d'écritures. Il rêve de monter à Paris, rêve qui s'accomplit lorsqu'un banquier lui offre une place de commis.
Là-bas, il fait une fortune rapide, mais ne donne plus de nouvelles aux siens, ce qui ne manque pas d'éveiller le soupçon. A une lettre de Marie Granger (qu'il a promis d'épouser avant de partir pour Paris) lui annonçant qu'elle est enceinte de lui, il ne répond rien. Inquiète, celle-ci monte à son tour à Paris, où elle rencontre le docteur Fabien à qui elle raconte tout l'histoire de Gabriel.
Plus tard, une perquisition menée au domicile du vicomte de Faverne révèle son activité de faux-monnayeur. Condamné à mort, il forme un pourvoi auprès du roi, que celui-ci accepte en commuant la peine de mort en travaux à perpétuité. Quelques années après cette rencontre, le narrateur apprend par une lettre d'un autre bagnard que Gabriel Lambert s'est pendu.

## Édition récente
- Gabriel Lambert, Paris, Librio, 2012, 143 p., 21 cm (ISBN 978-2-290-06468-9, OCLC 828240759).